# 강정마을 논다루는 소리
강정마을 논다루는 소리는 2013년 12월 27일 제주특별자치도의 향토유산 제7호로 지정되었다.

## 지정 사유
강정마을은 서귀포시 서남쪽에 위치한 마을로 물이 풍부하기에 일찍이 논농사가 발달하였다. 인정인은 11대동안 강정마을에 거주하면서 논농사를 지어오면서 도내 한라문화재 등에 출연하는 구성원들에게 4회 이상 지도하였으며, 2000년 전국민속경연대회 제주도 대표로 출연하여 '논 다루는 소리'로 3위에 입상 문화부장관상을 수상한 바 있다. 잊혀져가는 제주지역 노동요 전승보존을 위하여 노력하고 있고 2003년 향토문화유산의 무형분야로 관리되어 온 만큼 향토유산으로 지정 보호할 가치가 크다.